# Lucilia sinensis
Lucilia sinensis este o specie de muște din genul Lucilia, familia Calliphoridae, descrisă de Aubertin în anul 1933. Conform Catalogue of Life specia Lucilia sinensis nu are subspecii cunoscute.